# Claude Lalanne
Pour les articles homonymes, voir Lalanne.
Claude Lalanne, née Claude Jacqueline Georgette Dupeux le 28 novembre 1925, dans le 17e arrondissement de Paris, et morte le 10 avril 2019 à Fontainebleau (Seine-et-Marne), est une sculptrice française.

## Biographie

### Carrière

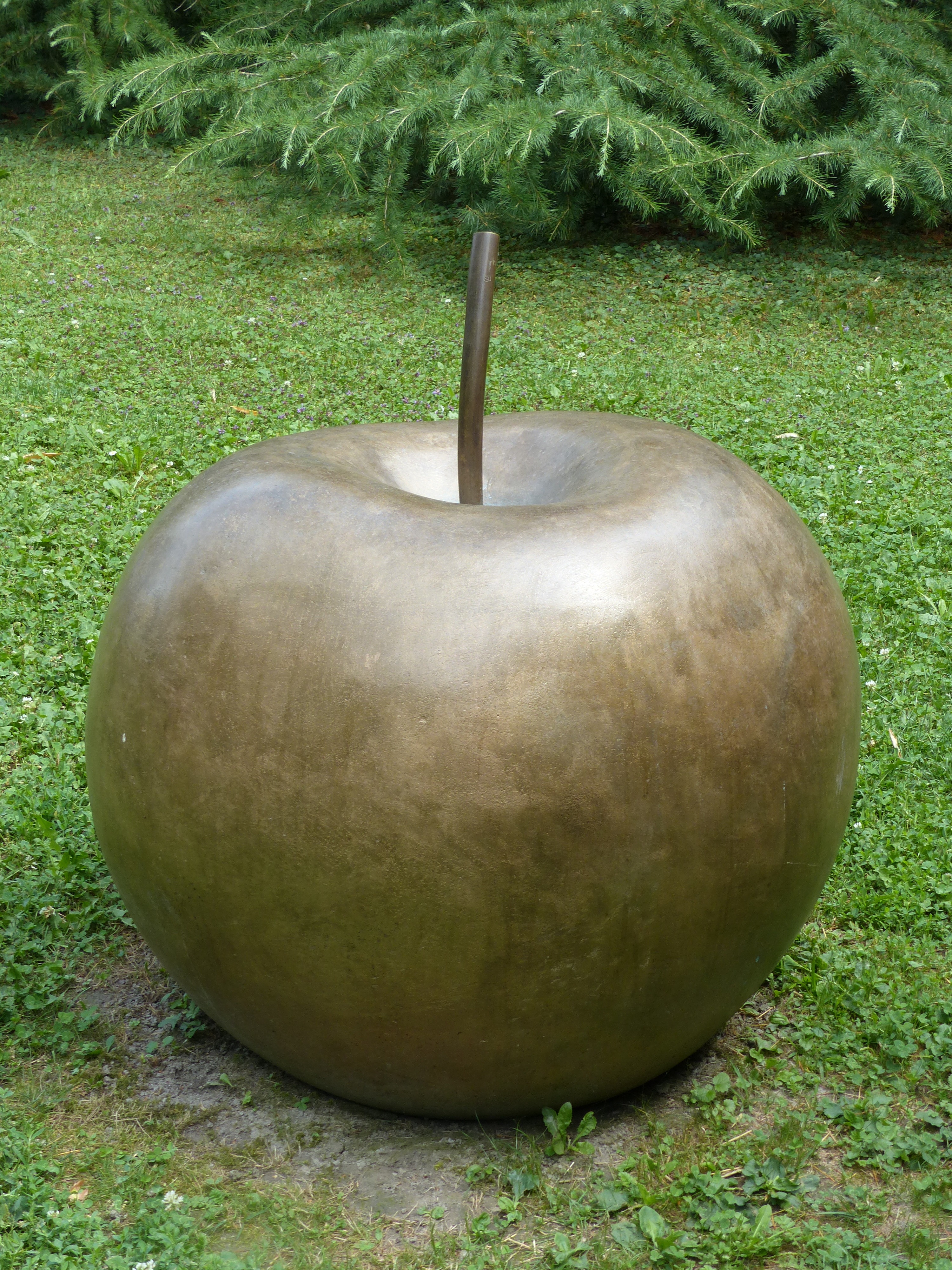
La Pomme de Guillaume Tell (2004)

Claude Lalanne crée des sculptures métalliques doubles ; on retrouve des bancs, des miroirs ou des cages ornés d'animaux ou de feuilles de ginkgo, mais aussi la sculpture L'Homme à tête de chou qui sert de source d'inspiration à Serge Gainsbourg. Elle étudie à l'École des arts décoratifs et crée durant sa vie des œuvres telles que le jardin Lalanne dont elle est l'architecte, ou les bustes de la mannequine Veruschka pour Yves Saint Laurent. 
Elle collabore avec Yves Saint Laurent, Pierre Bergé ou encore Loulou de la Falaise. 
Elle commence sa collaboration avec Yves Saint Laurent à partir de 1965 jusqu'à la mort de celui-ci. 
En 2010, une rétrospective de ses œuvres est organisée à Paris.

### Vie privée

#### Famille
D'un premier mariage avec l'architecte Jean Kling, Claude Lalanne a trois filles.
Elle rencontre en 1952 celui qui sera son second époux François-Xavier Lalanne, avec qui elle forme le duo « les Lalanne », dont elle adoptera la fille Dorothée.

#### Mort
Elle meurt le 10 avril 2019 à Fontainebleau, en Seine-et-Marne,, à l'âge de 93 ans. Elle est inhumée avec son époux au cimetière d'Ury, dans le même département.